# Уара, Джессика
Джессика Люсетта Леон Уара-д'Оммо (фр. Jessica Lucetta Léone Houara-d'Hommeaux, 29 сентября 1987 года, Анже) — французская футболистка, полузащитник. Победительница Лиги чемпионов 2016/17, двукратная чемпионка Франции. Игрок национальной сборной.

## Карьера

### Клубы
Джессика начала заниматься футболом в клубе «Круа Бланш» из родного Анже в 1997 году. С 2003 по 2006 год входила в состав команды Национального тренировочного центра в Клерфонтене, затем выступала за команды «Селтик Марсель» и «Сент-Этьен». С 2009 по 2016 год выступала за «Пари Сен-Жермен», с которым стала обладательницей Кубка Франции в 2010 году и финалисткой Лиги чемпионов сезона 2014/15. С 1 июля 2016 по 2018 год играла за «Лион».

### Сборная
В составе сборной Франции возрастной категории до 19 лет Джессика дважды, в 2005 и 2006 годах, выходила в финал чемпионата Европы. Также она вошла в состав национальной команды на чемпионат мира 2006 года для девушек не старше 20 лет, на котором французская команда дошла до 1/4 финала. Джессика забила один мяч — в ворота сборной Аргентины.
В 2008 году Уара дебютировала в первой сборной в игре против сборной Марокко. Закрепилась в составе после прихода на должность главного тренера Филиппа Бержеро в 2013 году. В том же году она сыграла за сборную на чемпионате Европы.
На чемпионате мира 2015 года Джессика сыграла во всех пяти матчах сборной, дошедшей до 1/4 финала.

## Достижения
Пари Сен-Жермен:
- Кубок Франции: 2009/2010

 Лион:
- Чемпионат Франции: 2016/2017, 2017/2018
- Кубок Франции: 2016/2017
- Лига чемпионов: 2016/17